# Marc Camoletti
Marc Camoletti (ur. 16 listopada 1923 w Genewie, zm. 18 lipca 2003 w Deauville) – francuski dramatopisarz.
Urodził się w 1923 w Genewie we włoskiej rodzinie, ale już jako obywatel francuski.
Początkowo był artystą malarzem, wkrótce zaczął pisać sztuki teatralne. Karierę rozpoczął w 1958, kiedy to trzy z jego sztuk były równolegle wystawiane w Paryżu. Najgłośniejsza z nich, Perła (oryg. La Bonne Anna), miała 1300 wystawień. Dwa lata później napisał swój największy przebój komediowy Boeing Boeing. Sztuka ta w 1991 roku została wpisana do księgi Guinnessa za rekordową liczbę wystawień – 17 500 w 55 krajach świata.
Zmarł na wybrzeżu Normandzkim w Deauville w 2003 roku.

## Twórczość (wybór)
- 1958: Perła (oryg. La Bonne Anne)
- 1960: Boeing Boeing
- 1966: Z ogłoszenia (oryg. La Bonne Adresse)
- 1985: Weekend na wsi (oryg. Pyjama pour six)